# Проклятие «Мэри»
«Проклятие „Мэри“» (англ. Mary) — американский мистический триллер 2019 года режиссера Майкла Гои в стиле «дома с привидениями», где события разворачиваются на борту современного корабля-призрака. В главных ролях — Гэри Олдман и Эмили Мортимер. Премьера в России состоялась 19 сентября 2019 года, в США — 11 октября.

## Сюжет
Дэвид, работавший рулевым на туристическом пароме, покупает на аукционе парусник, обнаруженный ранее береговой охраной в заброшенном состоянии. Вместе с женой Сарой и дочерьми Линдси и Мэри, он отправляется в плавание в сторону Бермудских островов. Но как только судно отходит от берега, начинают происходить различные сверхъестественные события.

## В ролях
- Гэри Олдман — Дэвид Грир, отец семейства
- Эмили Мортимер — Сара Грир, жена Дэвида
- Стефани Скотт — Линдси Грир, старшая дочь Дэвида и Сары
- Хлоя Перрин — Мэри Грир, младшая дочь Дэвида и Сары
- Оуэн Тиг — Томми
- Мануэль Гарсия-Рульфо — Майк Нил
- Дженнифер Эспозито — лейтенант Лидия Кларксон

## Отзывы
Фильм получил крайне низкие оценки кинокритиков. На агрегаторе рецензий Rotten Tomatoes у него 4 % положительных отзывов на основе 27 рецензий, на Metacritic — 31 балл из 100 на основе 12 рецензий.